# Nicolae Girardi
Nicolae Girardi (n. 10 decembrie 1931, comuna Mânăstirea, județul Ilfov – d. 25 decembrie 1999) a fost un operator și director de imagine de film român. A semnat imaginea pentru filme de referință ale cinematografiei românești precum Cerul începe la etajul III (1967), Gioconda fără surîs (1968), Serata (1971), Cantemir (1975), Mușchetarul român (1975), Zile fierbinți (1975), Roșcovanul (1976), Pentru patrie (1978), Revanșa (1978), Nea Mărin miliardar (1979), Ultima noapte de dragoste (1980), Capcana mercenarilor (1981), Ciuleandra (1985), Trenul de aur (1986), Noi, cei din linia întâi (1986), Mircea (1989), Coroana de foc (1990) și Începutul adevărului (Oglinda) (1994). El a colaborat în principal cu regizorul Sergiu Nicolaescu.

## Biografie
S-a născut la 10 decembrie 1931 în comuna Mânăstirea din județul Ilfov. A absolvit Institutul de Artă Teatrală și Cinematografică „I.L. Caragiale” din București în 1955, debutând ca asistent de imagine la filmul Dincolo de brazi (1956) al regizorilor Mircea Drăgan și Mihai Iacob. Începând din anul 1958 a lucrat ca operator-șef, debutând la filmul Circul de Mihai Bucur.
Între anii 1968-1970 a filmat mai multe filme documentare. În anii 1970-1980 Nicolae Girardi a realizat, singur sau în colaborare, imaginea mai multor filme regizate de Sergiu Nicolaescu, devenind unul dintre operatorii predilecți ai acestuia (alături de Alexandru David): Zile fierbinți (1975), Războiul Independenței (Eroi au fost, eroi sunt încă (1977), Pentru patrie (1978), Revanșa (1978), Nea Mărin miliardar (1979), Mihail, cîine de circ (1979), Ultima noapte de dragoste (1980), Capcana mercenarilor (1981), Întîlnirea (1982), Viraj periculos (1983), Ringul (1984), Ciuleandra (1985), Ziua Z (1985), Noi, cei din linia întâi (1986), François Villon – Poetul vagabond (1987), Mircea (1989), Coroana de foc (1990) și Oglinda (Începutul adevărului) (1993). Dicționarele cinematografice îl numesc pe Nicolae Girardi „colaborator consecvent al regizorului Sergiu Nicolaescu” (234 cineaști români de Cristina Corciovescu și Bujor T. Râpeanu).
Nicolae Girardi a realizat în cursul carierei sale o serie de scurt metraje documentare și de ficțiune, printre care: Nuntă în Țara Oașului, Transformatori electrici, Cargouri, Orașul care iubește, Raliul Castrol, Tânjeaua sau Monumente istorice. La începutul anilor '80 a filmat micromonografii ale orașelor Reșița și Târgoviște, iar în anii '80 a colaborat cu studiouri vest-germane la filmele Sașii din Transilvania și Poiana narciselor și cu studiouri franceze la filmul Zaharius. A murit la 25 decembrie 1999, la vârsta de 68 ani.
Criticul de film Călin Căliman, care i-a dedicat un capitol în volumul Cinci artiști ai imaginii cinematografice (Ed. Reu Studio, București, 2009), îl considera „un interpret fidel al creației regizorale”, „un profesionist activ, harnic, funcțional și eficient, o adevărată „garanție” de încredere în echipele cinematografice din care a făcut parte”.

## Filmografie
- Dincolo de brazi (1956) - asistent de imagine
- Ciulinii Bărăganului (1958) - operator secund
- Citadela sfărâmată - asistent de imagine
- Circul (1958)
- Băieții noștri (1960) - împreună cu Aurel Kostrakiewicz
- Post restant (1962) - împreună cu Aurel Kostrakiewicz
- Sub cupola albastră (1962)
- Mofturi 1900 (1965) - operator
- Gaudeamus igitur (1965)
- Fantomele se grăbesc (1966)
- Șeful sectorului suflete (1967)
- Cerul începe la etajul III (1967)
- Gioconda fără surîs (1968)
- Serata (1971)
- Facerea lumii (1971) - cameraman
- Drum în penumbră (1972)
- Sfînta Tereza și diavolii (1972)
- Dragostea începe vineri (1973)
- Cantemir (1975)
- Mușchetarul român (1975)
- Zile fierbinți (1975)
- Casa de la miezul nopții (1976)
- Roșcovanul (1976)
- Războiul Independenței (Eroi au fost, eroi sunt încă (1977) - ep. 1, 4, 7-8
- Pentru patrie (1978) - împreună cu Alexandru David și Mircea Mladin
- Revanșa (1978)
- Nea Mărin miliardar (1979)
- Mihail, cîine de circ (1979)
- Ultima noapte de dragoste (1980)
- Capcana mercenarilor (1981)
- Șantaj (1981)
- Saltimbancii (1981) - împreună cu Ion Marinescu
- Întîlnirea (1982) - împreună cu Alexandru Groza
- Un saltimbanc la Polul Nord (1982) - împreună cu Ion Marinescu
- Viraj periculos (1983)
- Ringul (1984) - împreună cu Marian Stanciu
- Ciuleandra (1985)
- Ziua Z (1985) - împreună cu Sorin Chivulescu
- Trenul de aur (1986) - împreună cu Marian Stanciu
- Noi, cei din linia întâi (1986)
- François Villon – Poetul vagabond (1987) - împreună cu Alexandru Groza
- În fiecare zi mi-e dor de tine (1988) - împreună cu Sorin Chivulescu
- Mircea (1989) - împreună cu Alexandru Groza
- Coroana de foc (1990) - împreună cu Alexandru Groza
- De-aș fi Peter Pan (1992)
- Începutul adevărului (Oglinda) (1994) - împreună cu Sorin Chivulescu

## Premii
La 27 mai 1996 (Centenarul filmului românesc), Uniunea Cineaștilor din România i-a oferit Medalia Jubiliară pentru întreaga activitate cinematografică.